# Championnat de France de rugby à XV 1959-1960
Navigation
1958-1959 1960-1961
Le championnat de France de rugby à XV de première division 1959-1960 est disputé par 56 clubs groupés en sept poules de huit clubs. Les quatre premiers de chaque poule et les quatre meilleurs clubs classés cinquièmes (soit 32 clubs) sont qualifiés pour la phase finale.
Par rapport à la saison précédente le nombre de clubs est augmenté de huit unités, semble-t-il pour sauver quelques clubs qui sans cela auraient été rétrogradés (Bègles notamment qui n'avait remporté que 3 matchs sur 14 en 1958-59), par suite les clubs qui ont disputé les quarts de finale de deuxième division sont promus, à l'exception de Montréjeau que l’on remplace par Limoges, (pourtant éliminé par Lyon dans la course à la montée) prétendument pour une meilleure répartition géographique.
Le championnat est remporté par le FC Lourdes qui bat l'AS Béziers en finale.

## Contexte
Le Tournoi des Cinq Nations 1960 est remporté par la France et l'Angleterre, le Challenge Yves du Manoir est remporté par le Stade montois qui bat l'AS Béziers (score de 9-9, victoire au bénéfice du nombre d'essais marqués).

## Phase de qualification
Le nom des équipes qualifiées pour les 16e de finale est en gras.
| - USA Limoges - Castres olympique - RC Toulon - SC Tulle - Racing club de France - US Carmaux - Stade lavelanétien - AS Montferrand | - Stade dijonnais - Aviron bayonnais - FC Saint-Claude - SU Agen - Stade montois - Saint-Girons SC - Biarritz olympique - Stade aurillacois | - AS Roanne (Roanne) - Stade bordelais UC - US bressane - US Cognac - FC Lourdes - AS Béziers - Cahors rugby - US Montauban |
| - Stade nantais UC - Lyon OU - AS Soustons - TOEC - La Voulte sportif - CS Vienne - SC Angoulême - SC Graulhet                      | - Stade niortais - US Foix - Tyrosse RCS - Stade rochelais - SC Mazamet - USA Perpignan - Stade toulousain - RC Vichy                       | - RC Chalon - FC Grenoble - Stade hendayais - SO Chambéry - Stadoceste tarbais - Boucau stade - US Romans - US Dax          |
| - CA Périgueux - SA Saint-Sever - RC Narbonne - Paris université club - CA Bègles - Section paloise - CA Brive - FC Auch            | | |

## Seizièmes de finale
Les équipes dont le nom est en caractères gras sont qualifiées pour les huitièmes de finale.
| Équipe 1           | Équipe 2              | Résultat |
| ------------------ | --------------------- | -------- |
| FC Lourdes         | TOEC                  | 14-6     |
| Cahors rugby       | USA Limoges           | 14-3     |
| SO Chambéry        | La Voulte sportif     | 6-3      |
| SC Tulle           | SC Angoulême          | 11-3     |
| US Dax             | Stade toulousain      | 8-0      |
| Tyrosse RCS        | AS Montferrand        | 8-6      |
| RC Vichy           | Aviron bayonnais      | 16-3     |
| SC Mazamet         | RC Toulon             | 9-3      |
| AS Béziers         | FC Auch               | 18-0     |
| US Foix            | CA Périgueux          | 9-0      |
| Stade montois      | Stade hendayais       | 15-3     |
| Stadoceste tarbais | CS Vienne             | 6-3      |
| Section paloise    | Racing club de France | 14-6     |
| Stade aurillacois  | Biarritz olympique    | 9-5      |
| SC Graulhet        | US Cognac             | 8-3      |
| CA Brive           | FC Grenoble           | 21-5     |

## Huitièmes de finale
Les équipes dont le nom est en caractères gras sont qualifiées pour les quarts de finale.
| Équipe 1        | Équipe 2           | Résultat |
| --------------- | ------------------ | -------- |
| FC Lourdes      | Cahors rugby       | 10-3     |
| SO Chambéry     | SC Tulle           | 9-3      |
| US Dax          | Tyrosse RCS        | 11-3     |
| RC Vichy        | SC Mazamet         | 8-6      |
| AS Béziers      | US Foix            | 6-3      |
| Stade montois   | Stadoceste tarbais | 14-3     |
| Section paloise | Stade aurillacois  | 8-6      |
| SC Graulhet     | CA Brive           | 9-6      |

## Quarts de finale
Les équipes dont le nom est en caractères gras sont qualifiées pour les demi-finales.
| Équipe 1        | Équipe 2      | Résultat |
| --------------- | ------------- | -------- |
| FC Lourdes      | SO Chambéry   | 15-3     |
| US Dax          | RC Vichy      | 12-5     |
| AS Béziers      | Stade montois | 19-16    |
| Section paloise | SC Graulhet   | 12-6     |

## Demi-finales
| Équipe 1   | Équipe 2        | Résultat |
| ---------- | --------------- | -------- |
| FC Lourdes | US Dax          | 13-8     |
| AS Béziers | Section paloise | 3-3      |

L'AS Béziers de qualifie car les trois points acquis par coup de pied de pénalité priment sur ceux obtenus par les palois par un drop goal.

## Finale
| Équipes        | FC Lourdes - AS Béziers |
| Score          | 14-11 |
| Date           | 22 mai 1960 |
| Stade          | Stadium de Toulouse |
| Arbitre        | Louis Parrot |
| Les équipes    | |
| FC Lourdes     | Jean-Louis Taillantou, Pierre Deslus, Thomas Manterola, André Laffont, Louis Guinle, Michel Crauste, Henri Domec, Roland Crancée, François Vallée, Antoine Labazuy, Pierre Faur, Roger Martine, Arnaud Marquesuzaa, Pierre Tarricq, Guy Calvo |
| Entraîneur     | Jean Prat |
| AS Béziers     | Raoul Barrière, Émile Bolzan, Francis Mas, Pierre Mercier, André Gayraud, Roger Gensane, François Rondi, Jean Arnal, Pierre Danos, Robert Raynal, Jacques Fratangelle, Robert Spagnolo, Yvan Boggiano, Lucien Rogé, Paul Dedieu               |
| Entraîneur     | Raymond Barthès |
| Points marqués | |
| FC Lourdes     | 2 essais de Fauré et Crauste, 2 pénalités et 1 transformation de Labazuy |
| AS Béziers     | 1 essai de Raynal, 1 transformation et 2 pénalités de Danos |

L'équipe de Lourdes est fortement remaniée par rapport à celle de la saison précédente, avec le départ à la retraite des frères Prat, et de François Labazuy et Henri Rancoule partis à Tarbes et à Toulon. Par ailleurs Pierre Lacaze et Jean Barthe sont partis jouer au rugby à XIII, départs compensés par les arrivées de Michel Crauste et Arnaud Marquesuzaa qui viennent du Racing et de Roland Crancée qui était au Stade bagnérais. Lourdes l'emporte grâce à un pack d'avants dominateur.